# Gropptorpsmarmor

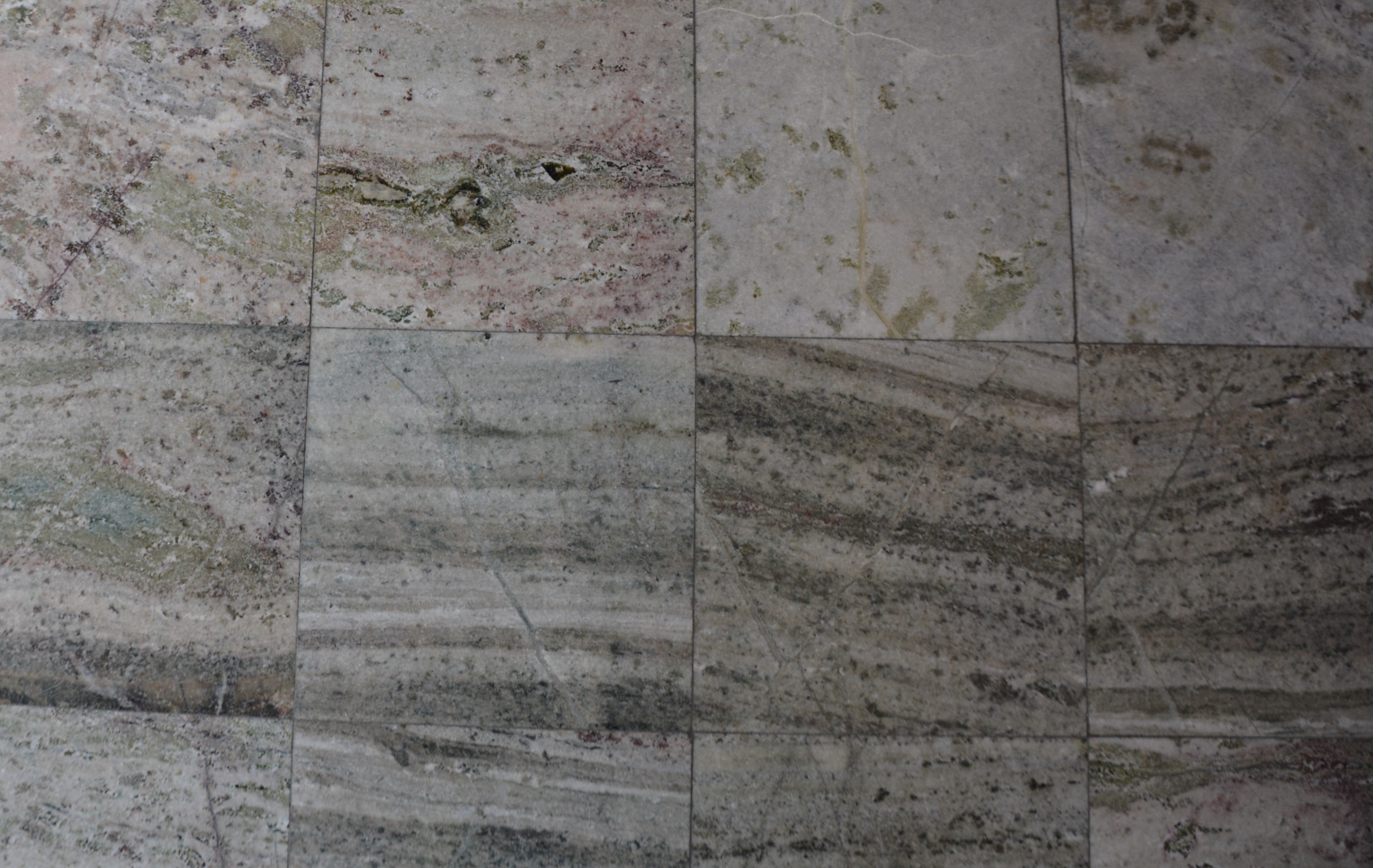
Golv i gropptorpsmarmor

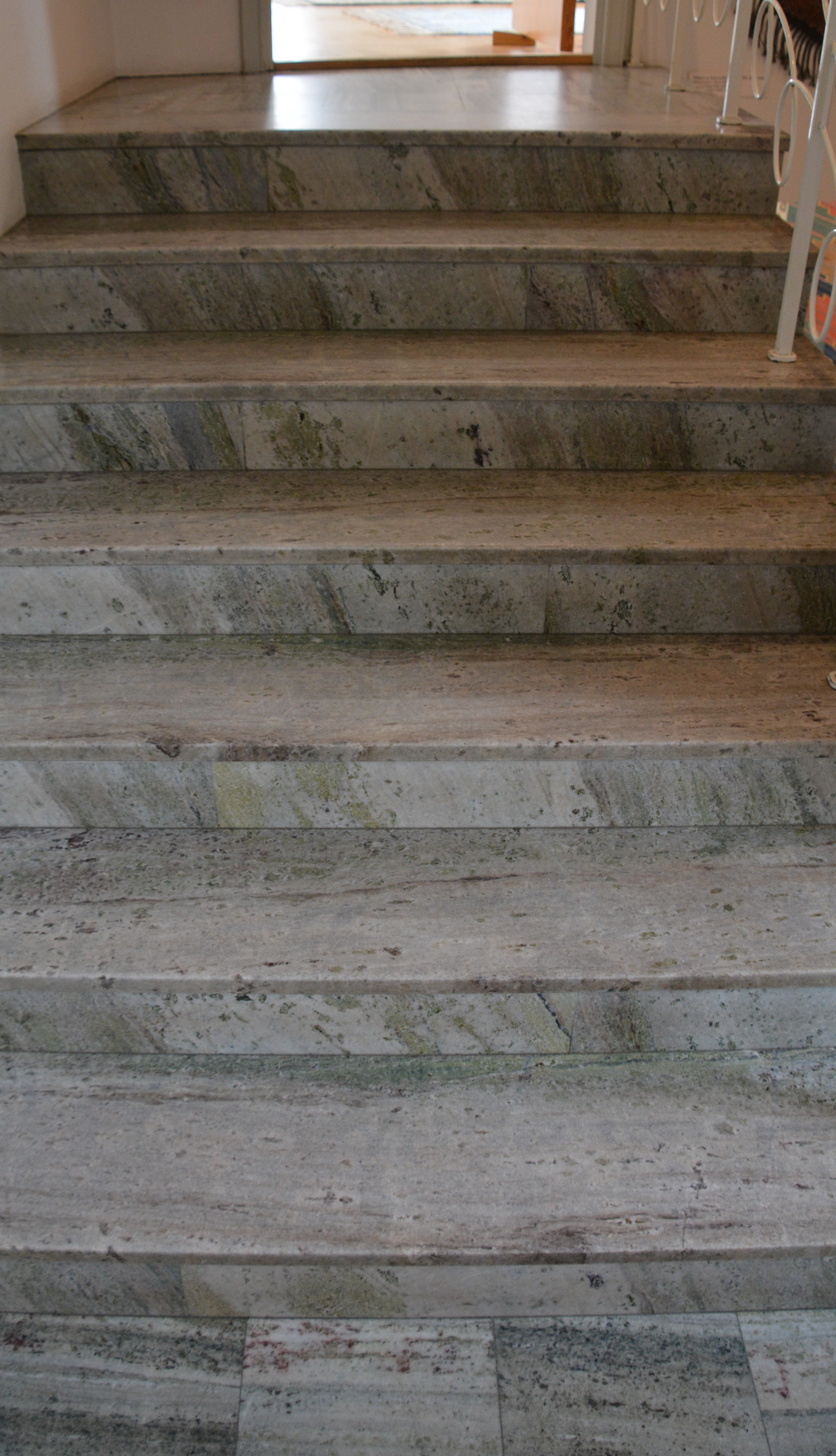
Trappa i gropptorpsmarmor

Gropptorpsmarmor är en grönaktig marmor, som brutits vid nuvarande Marmorbyn i Södermanland. 
Gropptorpsmarmor har brutits i liten skala sedan 1100-talet, då munkar från Julita kloster använde marmor från området för att bränna jordbrukskalk. Från 1860 bröts gropptorpsmarmor för fasadbeklädnad, golv och trappor. 
Tillverkning av marmordetaljer, som mortlar, smycken och kontorsredskap, påbörjades i början av 1900-talet. År 1918 bildades Gropptorps Marmor AB, och 1937, då företaget hade 120 anställda, började Marmorbyn byggas. Brytningen lades ned 1970.
Ett marmormuseum öppnades i Marmorbyns bygdegård 2017.